# Acorypha divisa
Acorypha divisa är en insektsart som först beskrevs av Boris Petrovich Uvarov 1950.  Acorypha divisa ingår i släktet Acorypha och familjen gräshoppor. Inga underarter finns listade i Catalogue of Life.